# Afterparty
Afterparty es una película española de 2013 dirigida por Miguel Larraya y protagonizada por Luis Fernández "Perla".

## Argumento
Carlos (Luis Fernández "Perla"), el protagonista de Campamento sangriento, una popular serie de TV, es uno de los grandes ídolos jóvenes del momento. Tras una fiesta salvaje, se despierta a la mañana siguiente encerrado en una casa enorme en compañía de tres chicas a las que conoció la noche anterior. A través de un móvil desde el que no pueden llamar, empiezan a recibir vídeos que muestran la muerte de otros jóvenes encerrados en la casa. El misterioso criminal va vestido como el asesino de la serie que protagoniza Carlos.

## Reparto
- Luis Fernández "Perla": Carlos "El Capi"
- Alicia Sanz: Carla
- Ana Caldas: Alex
- Andrea Dueso: Ana
- Rocío León: Lucía
- Juan Blanco: Nacho
- David Seijo: Nico
- Úrsula Corberó: María / Laura

- Datos: Q21004173